# Бережков, Николай Георгиевич
Никола́й Георгиевич Бережков (12 [24] июня 1886, Нижний Новгород — 12 марта 1956, Москва) — русский и советский историк, археограф, выдающийся исследователь хронологии русского летописания.

## Биография
Родился в семье учителя гимназии. Окончил Нижегородскую мужскую гимназию, где получил хорошую подготовку по языкам. Учился и играл вместе с Я. М. Свердловым. В 1905 г. поступил на историко-филологический факультет Московского университета. Занятия у М. К. Любавского, крупнейшего специалиста по истории Великого княжества Литовского, на всю жизнь предопределили интерес Бережкова к историческим судьбам этого государства.
В 1910—1919 гг. работал в Московском архиве министерства юстиции; одновременно (в 1918—1919) — ассистент Московского археологического института. В последующие годы преподавал в вузах Москвы, Нижнего Новгорода, Рязани. В 1924—1934 гг. работал в Музее революции СССР, в 1936—1951 гг. — в Институте истории АН СССР.

## Научная деятельность
Основное направление исследований — хронология русского летописания. В связи с подготовкой к изданию многотомной истории СССР с 1939 г. исследовал хронологические неточности древнерусских летописей, важнейшие положения своего исследования представил в 1947 г.

### Избранные труды
- Бережков Н. Г. Литовская метрика как исторический источник. — М.; Л.: Изд-во АН СССР, 1946. — Т. 1: О первоначальном составе книг Литовской Метрики по 1522 г. — 179 с. — 2000 экз.
- Бережков Н. Г. О хронологии русских летописей по XIV век включительно // Исторические записки. — 1947. — № 23. — С. 325—363.
- Бережков Н. Г. Хронология русского летописания / Предисл. Н. Н. Улащика. — М.: Изд-во АН СССР, 1963. — 376 с. — 1600 экз.

Список опубликованных и неопубликованных работ Н. Г. Бережкова см.: Проблемы источниковедения. — 1958. — Вып. 6. — С. 358. Личный архивный фонд в Российской государственной библиотеке насчитывает 125 папок и 21 ящик картотек.